# Domenico Battaglia
Domenico Battaglia (* 20. ledna 1963, Satriano, Itálie) je italský římskokatolický kněz, teolog, arcibiskup neapolský a kardinál.

## Život
Po maturitě vstoupil do regionálního semináře v Catanzaru. Po přijetí jáhenského a kněžského svěcení působil v pastoraci, také jako rektor semináře, angažoval se v charitativních a sociálních aktivitách. Roku 2008 byl jmenován kanovníkem v Catanzaru.

### Biskupská služba
Papež František jej v červnu 2016 jmenoval sídelním biskupem diecéze Cerreto Sannita-Telese-Sant'Agata de' Goti, v září přijal biskupské svěcení. 12. prosince 2020 byl jmenován arcibiskupem neapolským.

### Kardinálská kreace
V neděli 6. října 2024 papež papež František oznámil, že na 8. prosince 2024 svolá konzistoř, v níž bude jmenovat 21 nových kardinálů, mezi nimiž jméno Mons. Battagliy nebylo. Až 4. listopadu 2024 papež prostřednictvím nóty mluvčího Svatého stolce Mattea Bruniho oznámil dne 4. listopadu 2024, že zařadil mezi jmenované Mons. Battagliu, protože jeden z nově designovaných kardinálů, indonéský biskup Paskalis Bruno Syukur, rezignoval na své jmenování. 